# Поляковская, Маргарита Адольфовна
Маргари́та Адо́льфовна Поляко́вская (24 января 1933, Ревда, Уральская область — 4 мая 2020, Екатеринбург) — советский и российский учёный-историк-медиевист, доктор исторических наук (1981), профессор (1983), почётный профессор УрГУ (2008). Руководитель Уральской школы византиноведения. Заслуженный деятель науки Российской Федерации (1997).

## Биография
Родилась 24 января 1933 года в городе Ревда Уральской области в семье инженера А. К. Поляковского.
С 1950 по 1955 годы проходила обучение на историко-филологическом факультете Уральского государственного университета. С 1955 по 1960 годы — преподаватель истории Свердловской средней школы.
С 1960 года начала педагогическую деятельность на историко-филологическом факультете Уральского государственного университета: с 1960 по 1979 годы — аспирант, ассистент, доцент и профессор, с 1979 по 2004 годы в течение двадцати четырёх лет, М. А. Поляковская — заведующая кафедрой истории древнего мира и средних веков историко-филологического факультета, с 2004 по 2020 годы профессор этой кафедры, читала курс лекций по вопросам истории европейской средневековой цивилизации, средних веков и византийской книжной культуре.
В 1977 году защитила диссертацию на соискание учёной степени — кандидата исторических наук по теме: «Рост монастырских владений в Фессалонике и Серрах в XIV в. как проявление своеобразия поздневизантийского города», в 1981 году в Ленинградском государственном университете — доктора исторических наук по теме: «Проблемы общественной жизни Византии в понимании современников (40—60 гг. XIV в.)». В 1983 году М. А. Поляковской было присвоено учёное звание — профессор. С 1996 года была избрана — действительным членом Российской академии гуманитарных наук. С 2008 года было присвоено почётное звание — почётный профессор УрГУ.
Была руководителем Уральской школы византиноведения, с 1989 по 2020 годы являлась членом редакционной коллегии научного сборника «Византийский временник». Являлась автором более ста двадцати научных трудов, в том числе шести монографий. Ей было подготовлено одиннадцать кандидатов и докторов наук.
31 декабря 1997 года Указом Президента Российской Федерации «За заслуги в научной деятельности» М. А. Поляковская была удостоена почётного звания — Заслуженный деятель науки Российской Федерации.
Скончалась 4 мая 2020 года в Екатеринбурге, похоронена на Сибирском кладбище.

## Основные труды
- Поляковская М. А. Общественно-политическая мысль Византии (40—60-е гг. XIV в.). — Свердловск, 1981.
- Поляковская М. А. Византия : быт и нравы. — Свердловск : Изд-во Урал. ун-та, 1989. — 293 с. — ISBN 5-7525-0015-X
- Поляковская М. А. Портреты византийских интеллектуалов. 2-е изд., испр. и доп. — СПб., 1998.
- Поляковская М. А. Портреты византийских интеллектуалов. — Екатеринбург : Изд-во Урал. ун-та, 1992. — 255 с. — ISBN 5-7525-0256-X
- Поляковская М. А. Византия, византийцы, византинисты. — Екатеринбург, 2003.
- Margarita Poljakovska Portreti vizantijskih intelektualaca: tri studije / prev. Radivoj Radić. — Beograd : Evoluta, 2013. — 210 с. (Biblioteka: Polihistor; knj. 4). — ISBN 978-86-85957-44-4
- Поляковская М. А. Византийский дворцовый церемониал XIV в.: «театр власти» / науч. ред. Т. В. Кущ ; М-во образования и науки Российской Федерации, Уральский федеральный ун-т им. первого Президента России Б. Н. Ельцина, Науч.-образовательный центр «Византиноведение». — Екатеринбург : Изд-во Уральского ун-та, 2011. — 333 с. — ISBN 978-5-7996-0644-2
- Margarita Poljakovska Portreti vizantijskih intelektualaca: tri studije / preveo Radivoj Radić. — 2. izd. — Beograd : Evoluta, 2016. — 210 с. (Biblioteka: Polihistor; knj. 4). — ISBN 978-86-85957-78-9

## Награды

### Звания
- Заслуженный деятель науки Российской Федерации (1997[2])

### Премии
- Первая Премия УрГУ (1999 — за монографию «Портреты византийских интеллектуалов»[1])